# Протеиназа K
Протеиназа K (протеаза K, эндопептидаза K; КФ 3.4.21.64) — сериновая протеаза широкого спектра. Обнаружена в 1974 году в экстракте грибка Engyodontium album (Tritirachium album).
Протеиназа К способна расщеплять кератин, основной белок волос, откуда и получила своё название. Основные участки в пептиде, распознаваемые и гидролизуемые протеиназой, — пептидные связи, соседствующие с карбоксильной группой алифатических и ароматических аминокислот с закрытой альфа-амино-группой. Широко используется благодаря её широкой специфичности.

## Структура
Протеиназа К состоит из 384 аминокислот и содержит два сайта связывания ионов Ca2+, которые расположены вблизи активного центра. Для ферментативной активности требует присутствие ионов Ca2+ (1 — 5 mM), однако они не принимают непосредственного участия в каталитической реакции.
Фермент расщепляет белки преимущественно по гидрофобным аминокислотам (алифатические, ароматические и другие гидрофобные аминокислоты). Длительная инкубация белков с протеиназой K, также как и при высокой концентрации фермента, приводит к их полному гидролизу. Удаление ионов Ca2+ снижает стабильность фермента и его каталитическую активность на 80 %, но остаточная активность сохраняется, поэтому протеиназу К можно использовать для очистки нуклеиновых кислот от белков в присутствии ЭДТА.

## Активность протеиназы К
В молекулярной биологии протеиназа К широко применяется для удаления белковой примеси в препаратах нуклеиновых кислот. Кроме этого, протеиназа К быстро расщепляет и инактивирует нуклеазы в препаратах ДНК или РНК.
Повышение температуры реакции с 37 °C до 60 °C увеличивает активность протеиназы K в несколько раз, как и при добавление 0,5 — 1 % SDS или гуанидина хлорида (3 M) или гуанидина тиоционата (1 M) или мочевины (4 M).
Так как повышается доступность пептидных связей белков для протеиназы К и, таким образом, даже ускоряют их гидролиз.
Протеиназа К работает в широком диапазоне pH (4-12), её оптимум — pH 8.
Температура выше 65 °C или присутствие трихлоруксусной кислоты или сериновых протеаз-ингибиторов AEBSF, PMSF или DFP ингибируют активность.
Протеиназа К не ингибируется в присутствии гуанидина хлорида (до 3 M), гуанидина тиоционата (до 1 M), мочевины (до 4 M), Sarkosyl, Triton X-100, Tween 20, SDS, EDTA, цитрат, йодуксусной кислоты, а также в присутствии ингибиторов сериновых протеаз, как Nα-Tosyl-Lys Chloromethyl Ketone (TLCK) и Nα-Tosyl-Phe Chloromethyl Ketone (TPCK).
 Активность протеиназы К в стандартных буферах
| Буфер (pH 8.0, 50 °C, 1.25 мкг/мл протеиназы К, 15 мин инкубации)           | Активность протеиназы К (%) |
| --------------------------------------------------------------------------- | --------------------------- |
| 30 mM Tris·Cl                                                               | 100                         |
| 30 mM Tris·Cl; 30 mM EDTA; 5 % Tween 20; 0,5 % Triton X-100; 800 mM GuHCl   | 313                         |
| 36 mM Tris·Cl; 36 mM EDTA; 5 % Tween 20; 0,36 % Triton X-100; 735 mM GuHCl  | 301                         |
| 10 mM Tris·Cl; 25 mM EDTA; 100 mM NaCl; 0,5 % SDS                           | 128                         |
| 10 mM Tris·Cl; 100 mM EDTA; 20 mM NaCl; 1 % Sarkosyl                        | 74                          |
| 10 mM Tris·Cl; 50 mM KCl; 1.5 mM MgCl2; 0,45 % Tween 20; 0,5 % Triton X-100 | 106                         |
| 10 mM Tris·Cl; 100 mM EDTA; 0,5 % SDS                                       | 120                         |
| 30 mM Tris·Cl; 10 mM EDTA; 1 % SDS                                          | 203                         |